# Sabejczycy

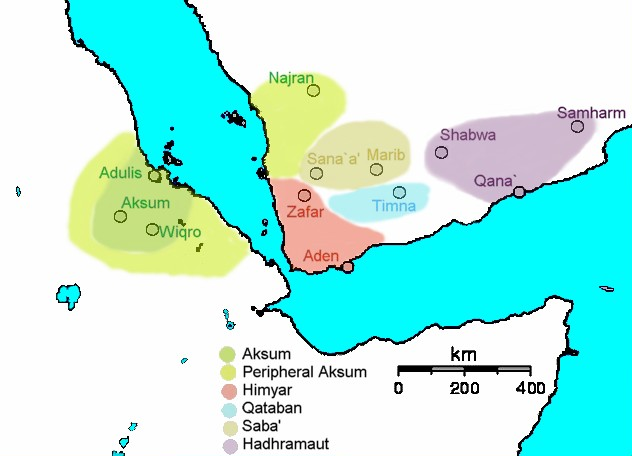
Mapa południowej Arabii ok. 230 roku n.e.

Sabejczycy – dominujący w I tysiącleciu p.n.e. lud pochodzenia semickiego południowo-zachodniej Arabii, który pod koniec II tysiąclecia p.n.e. osiedlił się u wybrzeży Morza Czerwonego (terytoria dzisiejszego Jemenu), tworząc kilka rywalizujących ze sobą królestw. 

## Historia
Najważniejszym z królestw utworzonych przez Sabejczyków było królestwo Saba ze stolicą w Marjab (wsp. Marib) i to od niego właśnie wzięła się obecna nazwa całego tego ludu. Innymi ważnymi królestwami były: 
- królestwo minejskie ze stolicą QRNH (Karnawu, wsp. Ma'in)
- królestwo katabańskie ze stolicą Timna (wsp. Hayd Kuhlan)
- królestwo Ausan ze stolicą MSWR (Miswar, położenie niezlokalizowane)
- królestwo Hadramaut ze stolicą Szabwa[2].

Królestwa te rywalizowały ze sobą przede wszystkim o polityczną, ekonomiczną i militarną kontrolę ważnych szlaków handlowych wiodących do zlokalizowanych w pobliżu źródeł mirry i kadzidła. Z rywalizacji tej zwycięsko wyszło królestwo Saba, któremu na początku VII wieku p.n.e. udało się podbić sąsiednie królestwo Ausan, a następnie królestwa Main i Kataban. Decydująca dla ustalenia chronologii tych wydarzeń stała się identyfikacja Karib'īl-Watara, jednego z królów Saby i zdobywcy Ausan, z Karabilu – Sabejczykiem, który ok. 685 roku p.n.e. złożyć miał trybut asyryjskiemu królowi Sennacherybowi. Dominacja królestwa Saba trwała do ok. 400 roku p.n.e., kiedy to królestwom minejskiemu i katabańskiemu udało się odzyskać niezależność. Koegzystencja istniejących królestw trwała do początków naszej ery, kiedy to mniejsze z nich wchłonięte zostały przez królestwo Saba i królestwo Hadramaut. Kres istnieniu dwóch ostatnich królestw Sabejczyków położył górski lud Himjarytów, podbijając je w III wieku n.e.

## Społeczeństwo
Niewielka liczba źródeł pozwala sądzić, że społeczność Sabejczyków dzieliła się na arystokrację, ludność zależną, zamieszkałą na stałe na terytorium królestwa, cudzoziemców i niewolników. Wzmianki w asyryjskich źródłach pisanych z VIII wieku p.n.e. świadczą o tym, że relacje plemienne ludu sabejskiego miały charakter terytorialny, a nie na zasadzie pokrewieństwa. Dominacja Sabejczyków nad innymi plemionami wyrażała się w zachowanych źródłach asyryjskim za pomocą zwrotu „Saba i plemiona”. Z czasem pozostałe ludy królestwa zostały zrównane w prawach, przy czym wszystkich obowiązywała służba wojskowa.
Od plemion sabejskich wziął swoją nazwę kult religijny, polegający na oddawaniu czci gwiazdom – sabeizm.